# 도요토미 히데나가

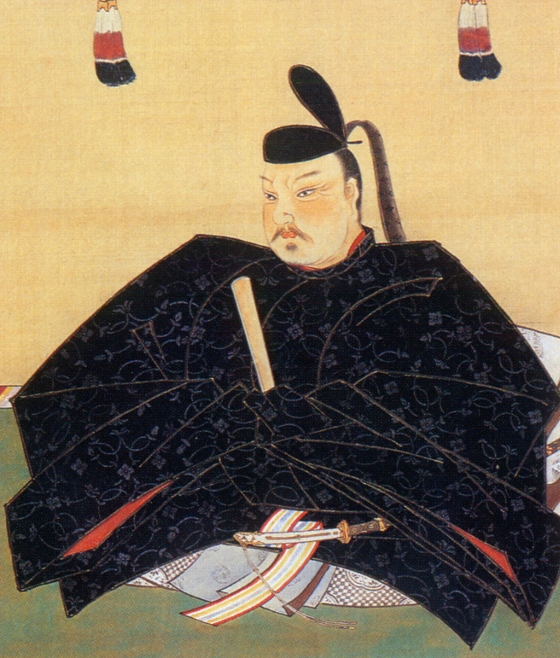
도요토미 히데나가

도요토미 히데나가(일본어: 豊臣秀長, 덴분(天文) 9년(1540년) ~ 덴쇼(天正) 19년 1월 22일(1591년 2월 15일)는 센고쿠 시대 무장이자 다이묘이다. 도요토미 히데요시의 동생으로 히데요시와는 아버지가 다른 동복 동생이다. 형 히데요시와 도요토미로 성을 바꾼지 얼마안돼 세상을 떠나 하시바 히데나가(羽柴秀長)라고 보편적으로 더 알려져 있다. 통칭은 고이치로(小一郞)이고, 아명은 고치쿠(小竹)다. 형이 도요토미 정권을 수립한 후 야마토(현 일본 나라현) 일대 100만 석에 가까운 대영지를 지배하며 다이나곤으로 출세해 야마토 다이나곤(大和大納言)이라고도 불렸다.

## 생애
덴쇼 9년(1540년) 오와리국 나카무라 촌에서, 미카와국 출신의 몰락한 다인(茶人) 지쿠아미(竹阿彌)와 히데요시의 친어머니 나카(なか,후일의 오만도코로) 사이에 태어났다. 나카는 첫남편 야에몬과 사이에서 히데요시를 낳았으나 오와리국의 아시가루(일개 병졸)였던 남편의 전사 후 재혼했다. 그래서 히데나가와 히데요시는 아버지가 다르다. (친동생이라는 설도 있다.) 동복 형 히데요시는 친모의 재혼 후 어린 나이에 절에 맡겨져 집과 연이 끊어졌고, 히데나가의 친아버지인 치쿠아미는 생활력이 없어 히데나가는 친모 나카와 함께 농사일 등 집안 일을 도맡아야 했다. 형 히데요시가 이마가와의 부하 마츠시다 집안에 취직했으나 실수를 저질러 쫓겨난 후 낙향하자 본격적으로 둘의 인연이 시작됐다. 형이 오다 노부나가에게 고용돼 점점 출세를 시작하면서 비록 아버지가 다르다곤 하나 동복 동생인 그도 형 일을 돕기 위해 사무라이가 됐다. 당시 히데요시의 벼슬은 아시가루 소두(小頭)였다.
그의 일은 형이 정무와 전투 등에 몰두할 수 있도록, 재정과 행정 일에서 형을 보좌하는 일이었다. 형이 욕심이 많아 일을 많이 벌리는 통에 뒷수습에 애를 많이 먹었다고 하며 재정 뒷받침을 위해 분투했다고 한다. 평민 출신으로는 형과 전혀 다를 것이 없는 히데나가가 어떻게 글을 배웠고 셈에 밝았는가는 알려진 바가 적다. 히데요시의 직필 중 한자를 쓴 것은 도장이나 수결(사인)이 많고 대부분은 히라가나이다. 심지어 가신의 녹봉을 손수 정할 때도 한자가 아닌 히라가나로 적는 등 배움이 없었던 반면 히데나가는 각종 행정일을 무리없이 원만하게 처리하는 능력이 있었다.
겐키 원년(1570년) 에치젠(아사쿠라씨(朝倉氏)의 본거지) 토벌 도중 노부나가의 매제 아자이 나가마사의 배신을 보고받은 오다군은 퇴각을 결정하고, 히데요시는 후위군을 맡아 후퇴전을 치렀다.(가네가사키 탈출전). 히데나가는 제1부대장으로서 하치스카 마사카쓰와 마에노 나가야스(前野長康) 등과 전력을 다해 아자이 아사쿠라 군의 맹추격으로부터 오다 도쿠가와 연합군 본대의 뒤를 지켰다.
덴쇼 원년(1573년) 오다니성 함락 및 노부나가의 친동생 오이치를 생환시킨 공로로 형 히데요시가 오다니 성주(영지 규모 10만여 석)가 되면서 히데나가도 1만 2천 석을 형으로부터 분봉받았다. 히데요시는 곧 이마하마에 새로 성을 신축하고 나가하마 성으로 이름을 고쳐 거성을 옮겼고, 히데나가가 성주 대리를 맡았으며 같은 시기 하시바 성을 창씨한 형과 함께 하시바로 성을 고치고 이름도 히데나가(秀長)라고 개명했다. 오다 집안의 역대 4중신 중 하나였던 니와 나가히데의 이름을 땄다.
1574년(덴쇼2년) 히데요시가 에치젠 잇코잇키(一向一揆 ; 일종의 농민반란)와 대치하여 출진했기 때문에 형의 대리로써 나가시마(長島) 잇코잇키 토벌에 출진했다. 이 일은 《신초코키》(信長公記 ; 노부나가의 생애를 적은 서적)에도 기록되어 있어, 이미 무장으로서도 역량을 발휘하고 있었다고 여겨진다.
1576년(덴쇼4년) 히데나가는 이 때 중요한 가신 하나를 얻는데, 곧 히데나가의 오른팔로 성장해 도도 다카토라를 등용했다. 도도는 아자이의 아시가루였으나 오다에게 멸망된 후에는, 오다에 항복한 아자이 가신들, 아쓰지 사다유키(阿閉貞征), 이소노 가쓰마사(礒野員昌) 등을 섬겼고, 오다 노부즈미 역시 섬긴 적이 있으나 사관 기간은 하나같이 짧았었다. 이 탓에 경제적으로 곤궁해 사무라이 신분에 무전취식을 하다 주인한테 맞은 에피소드가 있을 정도다. 이 주종 관계는 히데나가의 양자였던 히데야스(秀保)가 일찍 세상을 떠나고 도도가 다이묘로 성장할 때까지 계속됐다.
1577년(덴쇼5년) 히데요시가 우여곡절 끝에 산요 가도 방면 주고쿠 총사령관이 되자 곧 하리마국(현 효고현) 공략이 시작됐다. 고데라 마사모토(小寺政職)가 오다에 종속을 결심하면서 오다에게 거성인 히메지 성을 넘기자 히데요시는 곧 히메지 성에 공략 본부를 꾸렸다. 하리마와 단바 사이에 낀 다지마국 다케다성(竹田城)이 사이무라 마사히로(齋村政廣)에 의해 함락되자 히데나가는 다케다 성주 대리에 임명됐고 영지는 4만석으로 늘었다. 다지마는 은광 소출로 유명했는데, 히데나가는 은광 관리를 맡아 주고쿠 공략의 재정을 도모했다. 얼마간은 은의 소출로 재정 문제를 상당 부분 해결했지만, 모리와 모리에게 몸을 의탁한 전 쇼군 아시카가 요시아키 등의 히메지 방면 진출이 시작되자 인부들이 모두 떠나면서 다시금 위기를 맞는다.
1580년(덴쇼8년) 벳쇼 나가하루의 배반을 진압한 후 다지마 이즈시성(出石城)까지 함락시킨 그는 다지마 평정을 완료했다. 히데나가는 이즈시 성으로 거성을 옮기고 다지마 7군(郡) 10만5천 석을 다스리는 다이묘가 됐다. 이쿠노(生野) 은광의 관리도 겸했다.
덴쇼 10년(1582년) 6월 2일 노부나가가 혼노지의 변으로 사망하자 히데요시를 따라 야마자키 전투에 참전했다. 구로다 요시타카와 더불어 덴노잔(天王山)의 수비를 맡았고, 전투 후 같은 해 종 5위하 미노노카미(美濃守)에 서위(敍位), 임관(任官)했다.
덴쇼 11년(1583년) 시즈가타케 전투에 참전하여 시바타 가쓰이에군과 대치했다. 대치 도중에 오다 노부타카가 거병하였다. 히데요시는 그를 제압하러 간 사이에 사쿠마 모리마사(佐久間盛政)이 본진에 침공해 왔다.
전투 도중 나카가와 기요히데가 전사하였으나, 그 와중에 급히 회군한 히데요시군의 원군에 힘입어 전투에서 승리하였다. 이때 사료(史料)인 노인잡화(老人雜話)에 따르면, 히데나가는 히데요시에게서 키요히데 죽음에 대한 책임을 질책받았다고 한다.
그러나 히데요시의 행동이 용의주도했기 때문에 작전이었다는 설도 있다. 작전이라면 수비를 맡았던 히데나가는 진을 무너지지 않게 하는 임무를 맡았을 가능성이 높다. 또한 노인잡화는 사료로서 의문시될 정도 가치를 의심받고 있다.
덴쇼 12년(1584년) 고마키·나가쿠테 전투 때, 히데나가는 모리야마(守山)에서 진군해 오다 노부카쓰를 감시했다. 이 전투에서 조카 하시바 히데쓰구가 히데요시에게 질책을 받은 것으로 유명하다. 그 후 원정에는 히데나가가 히데쓰구를 데리고 함께 종군하고 시코쿠(四國) 정벌에서는 큰 전공을 세우게 하여 히데요시에 대한 히데츠구의 신뢰 회복에 힘을 기울였다.
덴쇼 13년(1585년) 기이국 사이가씨(雜賀氏) 공격에서는 히데쓰구와 함께 히데요시의 부관으로 임명되었다. 정벌 후 형으로부터 기이, 이즈미 등의 64만 석의 영지를 하사받았다. 같은 해 와카야마성의 축성시에 보청부교(普請奉行)에 도도 다카토라를 임명했다. 축성의 명수라고 이름 높았던 도도 다카토라의 최초의 축성이었다.
같은 년 6월 시코쿠 정벌에서는 형의 대리로서 10만을 넘는 대군의 총대장에 임명되었다. 조소카베 모토치카를 항복시킨 공적을 칭찬받아 그 포상으로 야마토를 하사받아 고리야마성을 거성으로 삼아 약 116만 석의 대 다이묘가 되었다.
유유자적한 이미지를 갖고 있었던 히데나가의 영토인 야마토, 이즈미, 기이는 신사와 사찰의 세력이 매우 강하여 결코 쉽사리 통치할 수 있는 땅이 아니었다. 하지만 히데나가는 여러 가지 문제 해결에서 가혹한 처벌을 피했기 때문에 후에 커다란 문제도 남아 있지 않은 것으로 보아 내정 면에서도 큰 공적이 있다고 여겨진다.
덴쇼 15년(1587년) 규슈 정벌에서는 별동대의 총대장으로서 출진하여 무공을 세웠기 때문에 그 공적으로 인해 8월에 종 2위 다이나곤에 서임되었다. 그러나 덴쇼 18년(1590년) 1월경부터 병으로 쓰러져 오다와라 정벌에는 참가할 수 없었다. 히데요시는 동생을 걱정하여 오다와라 정벌 이전에도 병문안으로 몇 번이고 방문하였고, 나라의 신사에 동생의 병을 치유하기 위한 기원도 빌었다.
덴쇼 19년(1591년) 1월 22일 야마토 고리야마성에서 병으로 사망했다. 향년 52세. 아들이 없었기 때문에 가문은 조카 도요토미 히데야스(豊臣秀保)를 양자로 들여 잇게 하였다. 히데나가의 장례는 같은 달 29일 대덕사 고계화상의 인도로 성대하게 치렀다. “들과 산에 사람들이 가득찼다”라고 말할 정도로 추모객이 모여들었다고 고서에서는 전하고 있다.
계명(戒名)은 “대광원전전아상춘악소영대거사(大光院殿前亞相春岳紹榮大居士).” 현재 야마토코리야마시에 [다이나곤무덤(大納言塚)]이 전해지고 있다. 또한 오사카시 중앙구 호코쿠 신사(豊國神社)에는 형 히데요시와 조카 히데요리도 함께 제사를 지내고 있다.

## 일화
- 형 히데요시의 오른팔로써 문무 양면에서 활약을 보이며 천하통일에 공헌했다. 온후한 인품으로 형을 받쳐주고 형을 도와주는 보좌역에 철저하여 후에는 각 다이묘로부터 깊은 신뢰를 받았던 인격자였다고 한다. 오토모 소린은 히데나가의 일을 “사적인 일은 센 리큐에게, 공적인 일은 히데나가에게 문의하라”라는 히데요시의 말을 기록한 오토모 가문 문서록이 있다.

- 그 인격과 수완으로 오다 가신의 시대부터 내정과 사람간의 절충에 특히 커다란 힘을 발휘하여 불협화음이 많았던 도요토미 정권의 주석(柱石, 기둥과 주추)같은 역할을 맡았다. 히데요시의 천하통일 후에도 지배가 어렵다고 알려진 신사와 사찰 세력이 왕성하던 야마토, 사이가 무리의 본거지였던 기이국, 거기에 이즈미까지 평화 속에 평온하게 다스릴 수 있었던 것도 히데나가의 공적이었다.

- 항상 형을 생각하고 동생의 신분을 넘지 않으면서 형에 대한 걱정으로 조언과 간언을 그치지 않았다. 이런 훌륭한 동생 덕에 높은 지위에 올랐다고 생각한 히데요시였기에 동생의 말에는 언제나 귀를 기울였다.

- 히데나가는 형이 진행하였던 조선 침공에 대해서 반대하였다. 병석에 있을 때 그는 “지금까지 외국과의 싸움에서 인마와 병량을 소비하는 경우는 매우 많았다. 손실은 크나큰데, 어느 것도 얻은 것은 없다. 화친을 맺고 교역을 하는 것만이 부국으로 가는 지름길이다.”라고 말했다. 그 때문에 조선 침공을 위해 센 리큐 할복, 도요토미 히데쓰구 처벌 사건 등의 난행은 히데나가의 사후에 일어났다.

또한 히데나가가 진행하고 있던 체제 정비도 히데나가의 죽음으로 인해 미완성으로 끝나게 되어 문치파 관료와 무공파 무장과의 대립의 온상이 되고 말았다. 히데나가가 히데요시보다 더 오래 살았다면 히데요시 만년의 어리석은 행동은 일어나지 않았을 수도 있었고, 또한 도쿠가와 이에야스에 의한 찬탈을 방지했을 가능성도 있다.
그런 이유로 히데나가의 죽음은 토요토미 정권을 동요하게 만든 크나큰 손실이었다고 할 수 있다. (다만, 조선 출병에 반대한 건에 대해서는 출처가 “무공야화(武功夜話)”의 것이기에 그 진실성에는 의문의 목소리도 많다.)
- 덴쇼 16년(1588년) 기이국의 사이가에 있을 때 대관(代官)으로서 명령받았던 목재 2만 개를 팔고서는 그 자금을 착복하는 등 축재에 열을 올리는 일면이 있었다고 한다. (다문원일기(多聞院日記))

- 유력한 가신으로 앞에 얘기했던 도도 다카토라와 더불어 시마 사콘도 있다. 두 사람은 양자 히데야스의 사후, 세키가하라 전투에서 동군과 서군으로 서로 나뉘어 싸우게 되었다.